# رون كاري
رون كاري (بالإنجليزية: Ron Carey)‏ (و. 1935 – 2007 م) هو ممثل، وممثل أفلام، وممثل تلفزيوني، من الولايات المتحدة الأمريكية، ولد في نيوآرك، نيوجيرسي، توفي في لوس أنجلوس، عن عمر يناهز 72 عاماً بسبب سكتة دماغية.

## التعليم
تعلم في جامعة سيتون هول.

## وصلات خارجية
- رون كاري على موقع IMDb (الإنجليزية)
- رون كاري على موقع ألو سيني (الفرنسية)
- رون كاري على موقع أول موفي (الإنجليزية)
- رون كاري على موقع قاعدة بيانات برودواي على الإنترنت (الإنجليزية)
- رون كاري على موقع قاعدة بيانات الأفلام السويدية (السويدية)
- رون كاري على موقع إن إن دي بي (الإنجليزية)
- رون كاري على موقع قاعدة بيانات الفيلم (الإنجليزية)
- رون كاري على موقع كينوبويسك (الروسية)